# モナステーロ・ディ・ヴァスコ
モナステーロ・ディ・ヴァスコ（伊: Monastero di Vasco）は、イタリア共和国ピエモンテ州クーネオ県にある、人口約1,300人の基礎自治体（コムーネ）。

## 地理

### 位置・広がり

#### 隣接コムーネ
隣接するコムーネは以下の通り。
- フラボーザ・ソプラーナ
- フラボーザ・ソッターナ
- モンドヴィ
- モンタルド・ディ・モンドヴィ
- ヴィコフォルテ
- ヴィッラノーヴァ・モンドヴィ

#### 地震分類
イタリアの地震リスク階級 (it) では、3 に分類される
。

## 行政

### 分離集落
モナステーロ・ディ・ヴァスコには、以下の分離集落（フラツィオーネ）がある。
- Bertolini Soprani, Bertolini Sottani, Malborgo, Roapiana, Roggeri, Vasco, Gallizzi, Dane, Baracca, Turchi, Villero, Morere, Marenchi, Pagliani, Niere